# بوس أرسلان
بوس أرسلان هي ممثلة تركية ولدت في 29 ديسمبر 1992.

## روابط خارجية
بوس أرسلان على موقع IMDb (الإنجليزية)
- بوس أرسلان على موقع قاعدة بيانات الفيلم (الإنجليزية)